# Basílica Notre-Dame de Fourvière
La basílica Notre-Dame de Fourvière (en francés: basilique Notre-Dame de Fourvière) es una basílica menor de culto católico ubicada en la ciudad francesa de Lyon. Fue construida con fondos privados entre 1872 y 1896 en una colina que domina la ciudad como marca del triunfo de los valores cristianos sobre los socialistas de la comuna de Lyon de 1870. Como la Basílica del Sacré Cœur de París, su diseño inusual, de Pierre Bossan, toma elementos de la arquitectura románica y bizantina.
Entre sus atractivos se encuentran sus mosaicos, las hermosas vidrieras y la cripta de San José. La visitan unos 1,5 millones de turistas al año, y ofrece visitas guiadas y un Museo de Arte Sacro.

## Historia
El lugar ocupado por la basílica fue antaño el foro romano de Trajano de la ciudad entonces llamada Lugdunum. La historia del templo comenzó en 1643 cuando se construyó en ese mismo sitio una pequeña iglesia en honor a la Virgen, quien supuestamente salvó entonces a la ciudad de la plaga. Una estatua dorada suya se añadió a mediados del siglo XIX. También se le atribuyó a su intercesión la retirada de las tropas prusianas que, durante la Guerra Franco-prusiana, y triunfantes después de haber tomado París se dirigían hacia Lyon. Como consecuencia se iniciaron en 1872 los trabajos para la nueva basílica, cuyo interior no quedó finalizado hasta 1964.
Su fachada sirvió de inspiración para la iglesia de Notre-Dame des Victoires, en el barrio francés de San Francisco.
Situada sobre la colina de Fourvière, desde la basílica se obtienen unas impresionantes vistas de toda la ciudad de Lyon y sus alrededores. De hecho, Notre-Dame de Fourvière se ha convertido en uno de los símbolos de Lyon gracias a que es vista desde prácticamente cualquier punto.
La basílica tiene cuatro torres principales y un campanario, coronado con la estatua dorada de la Virgen María. Fourvière cuenta realmente con dos catedrales, una encima de la otra. El santuario superior está extremadamente ornado, en comparación con el sobrio exterior, mientras que el inferior tiene un diseño mucho más sencillo.
Notre-Dame de Fourvière fue incluida en el patrimonio de la Unesco en 1998, al tiempo que todo el casco histórico de la ciudad de Lyon.